# 白瀧沢右エ門
白瀧 沢右エ門（しらたき さわえもん）は、江戸時代の大相撲の第69代大関。
1786年(天明6年)春場所(3月)、番付上「南部」頭書の東大関で初土俵、その場所は2勝1敗7休。次の同年冬場所(11月)から二段目（現在の幕下に相当）に陥落し、1787年(天明7年)春場所(5月、諸国不作のため中止)に柏野 沢右エ門(かしわの さわえもん)と改名して番付上の頭書も「羽州」と変え、同年冬場所(11月)を全休したのを最後に引退。

## 主な成績
- 通算成績：2勝5敗7休

| 1786年 | 東大関 2–1–7           | 東幕下9枚目 0–4        |
| 1787年 | 東幕下4枚目 – 興行中止 | 西幕下5枚目 引退 0–0–0 |
| 各欄の数字は、「勝ち-負け-休場」を示す。 優勝 引退 休場 十両 幕下 三賞：敢=敢闘賞、殊=殊勲賞、技=技能賞 その他：★=金星 番付階級：幕内 - 十両 - 幕下 - 三段目 - 序二段 - 序ノ口 幕内序列：横綱 - 大関 - 関脇 - 小結 - 前頭（「#数字」は各位内の序列） |                        |                        |

- この成績表でテンプレートの仕様上「幕下」となっている部分は、番付表の上から二段目であるため、「二段目」と呼ぶ方が正確である。当時は段ごとに力士の地位を待遇差で区別する発想がまだ確立しておらず、二段目以下でも番付表で「前頭」（「同」表記でない）と書かれている部分までは「幕内格」と見るべきだという説がある。